# Vermehren (Familie)

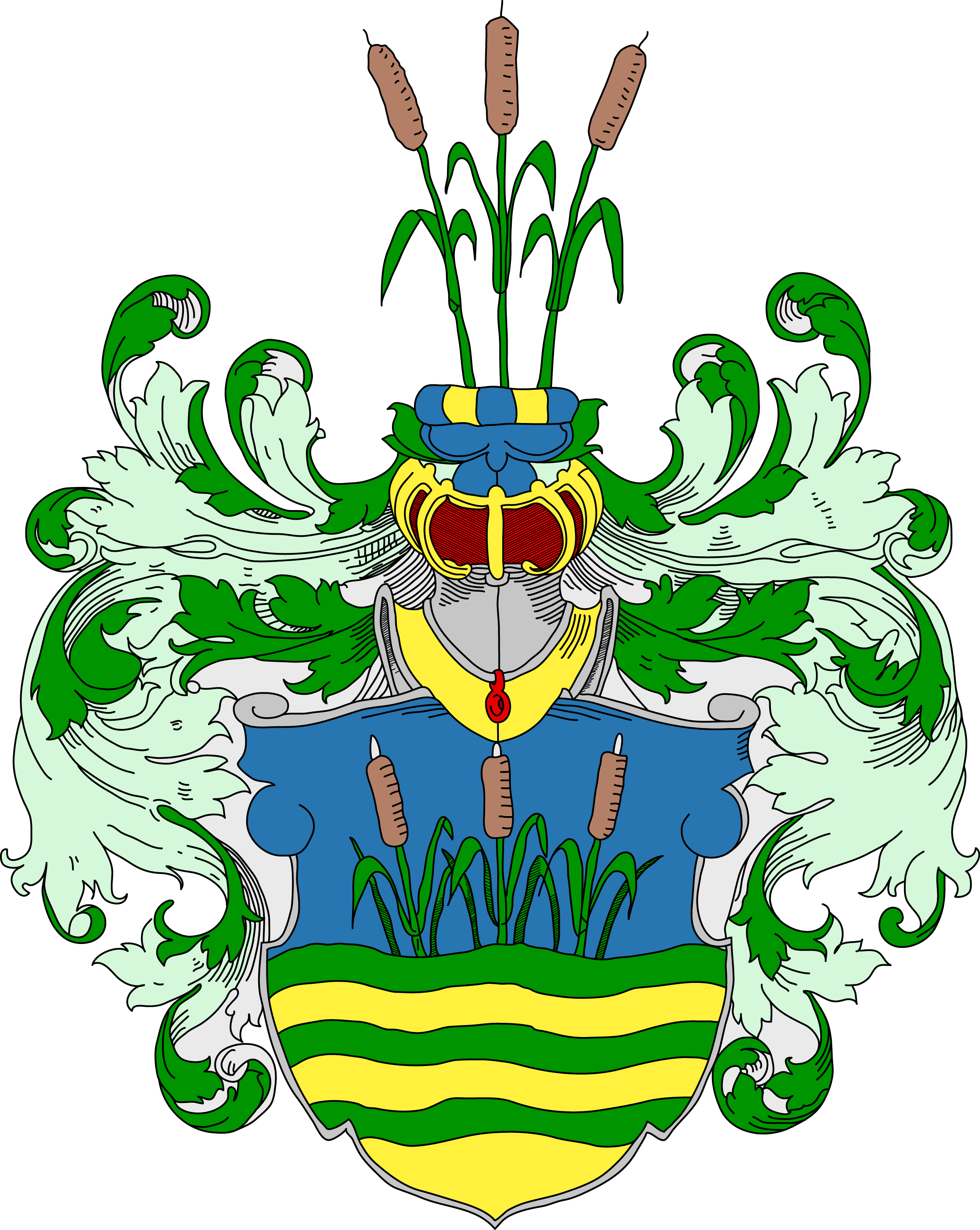
Digitalisierung des Original Wappens der Vermehren zu Lübeck

Vermehren, ist der Name einer aus Flämisch-Brabant stammenden Lübecker Familie, die dem städtischen Patriziat angehörte.

## Geschichte
Als Stammvater der Familie, deren Familienname im 17. Jahrhundert auch von Maehren oder von Mehren geschrieben wurde, gilt Paul Vermehren aus Zaventem (Saventhem), der um 1580 während des Achtzigjährigen Krieges als Glaubensflüchtling über Antwerpen und Stade nach Hamburg gekommen war. Sein gleichnamiger Sohn ließ sich in Lübeck nieder. Mehrere Mitglieder der Familie waren als Seidenhändler tätig. Johann Vermehren wurde der erste Akademiker und diente den Herzögen von Mecklenburg als Rat. Im 18. Jahrhundert stieg die Familie ins Lübecker Patriziat auf und stellte mit Michael Gottlieb Vermehren und Paul Vermehren zwei Ratsherren. Anfang des 20. Jahrhunderts wurde Julius Vermehren Senator der Hansestadt. Sein Sohn Kurt Vermehren wurde ein bekannter Rechtsanwalt; der Übertritt seines Sohnes Erich Vermehren zu den Engländern 1944 löste eine Krise der Deutschen Abwehr aus und war Anlass für Sippenhaft der Familie.
Ein Zweig der Familie in Mecklenburg geht auf August Arnold Vermehren (1739–1807) zurück, einen Sohn des Lübecker Ratsherrn Michael Gottlieb Vermehren, der Pastor in Güstrow wurde. Weitere Generationen wirkten als Konsistorialräte und Superintendenten, aber auch als Lehrer an der Domschule Güstrow. Der Zeichner Otto Vermehren entstammt dieser Linie.

## Frühe Vorfahren in Antwerpen
Guilielmus Vermeeren wurde 1515 in Loenhout-Antwerpen geboren, er war der Sohn von Willem Lenaert Vermeeren, der vermutlich im Jahr 1480 geboren wurde.
Weiterhin bekannt geworden ist Anne Vermeeren (1578–1651), die mit Pierre Muytinckx (Meuting) verheiratet war und deren Tochter Marie (1590–1657) mit Benoît Batkin verheiratet war. Martin Vermeeren auch bekannt als Martin Vermehren war auch Bürger in Antwerpen.

## Wappen

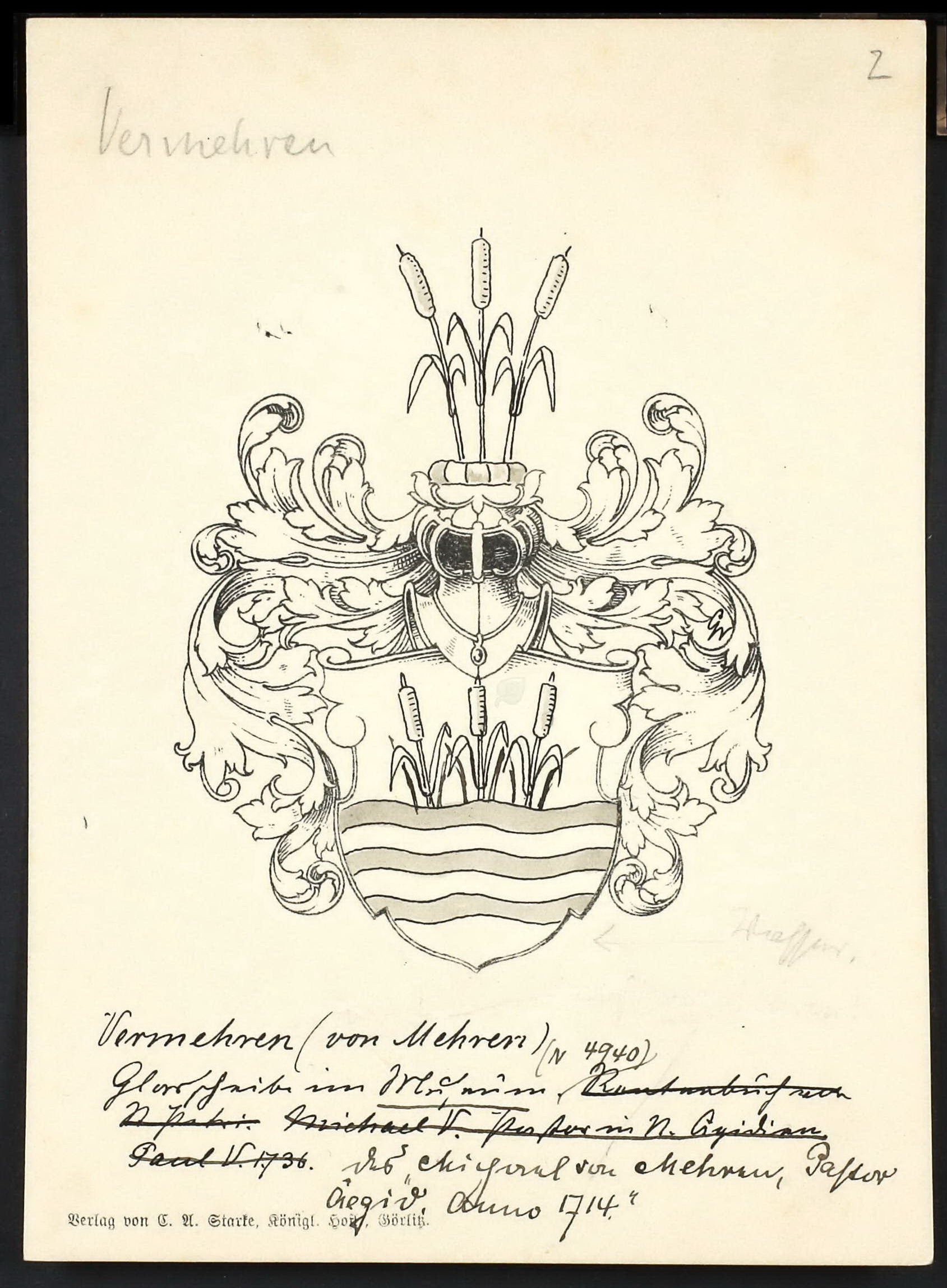
Ursprüngliches Wappen der Vermehren zu Lübeck

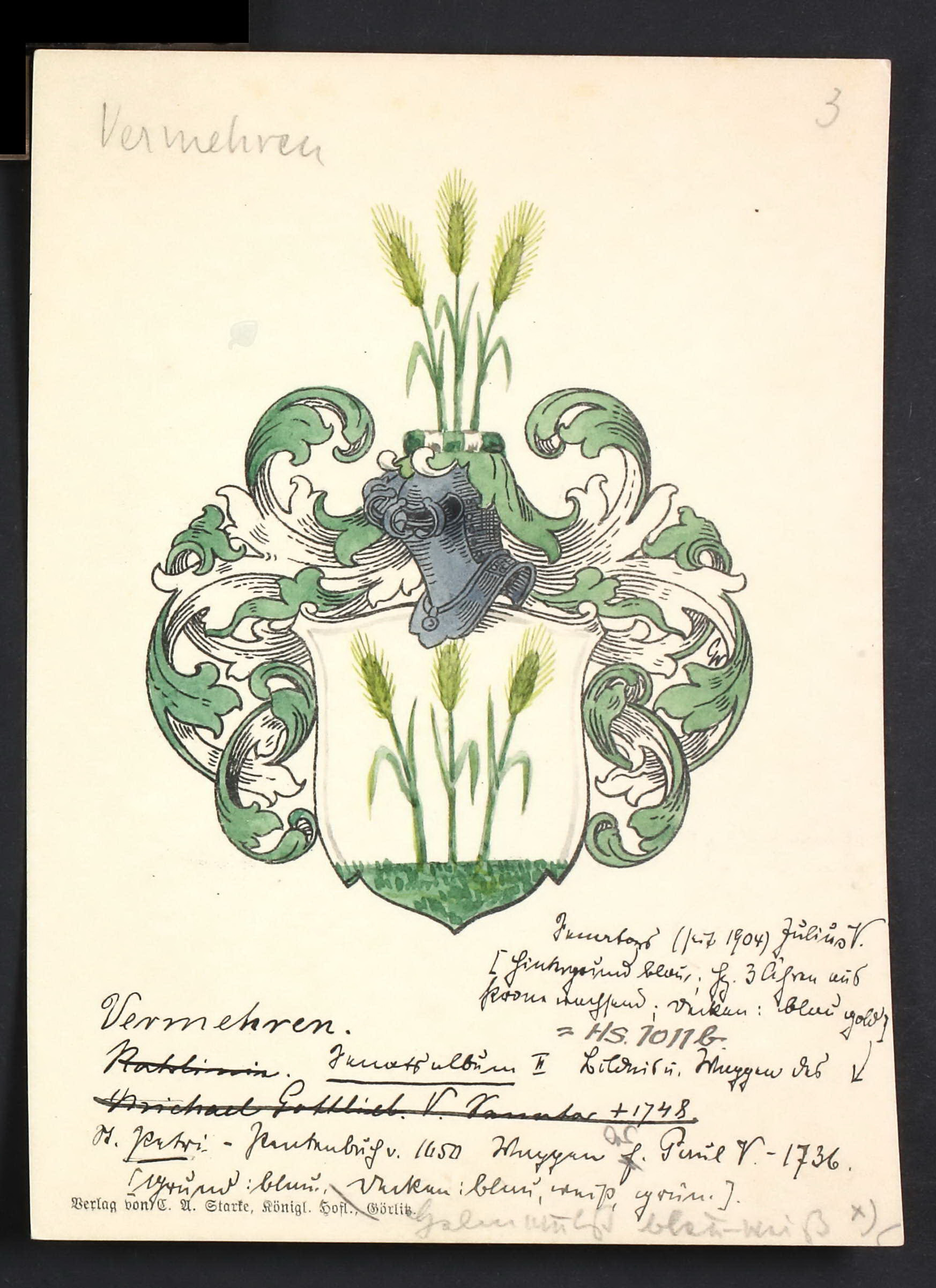
Neueres Wappen Julius Vermehren zu Lübeck

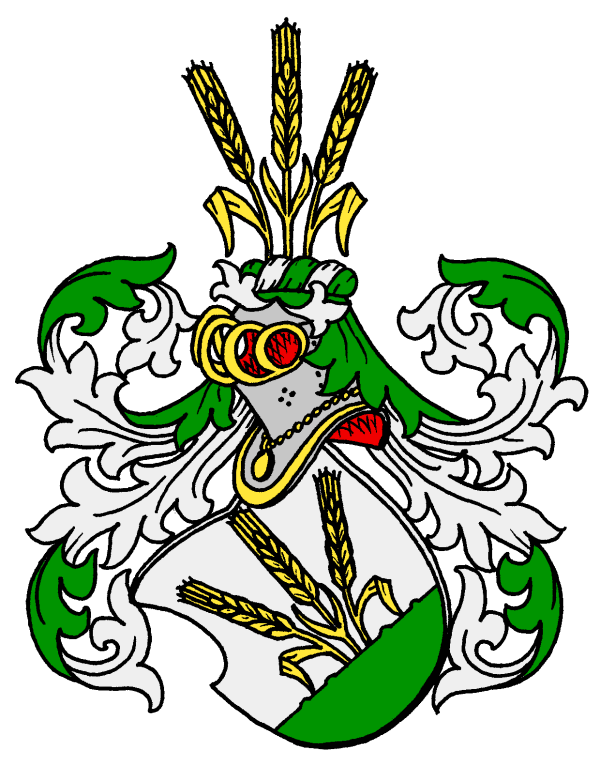
Neueres Wappen der Vermehren zu Lübeck

Das Wappen zeigte ursprünglich drei Rohrkolben über drei Wasserwellen. Julius Vermehren änderte das Wappen von Rohrkolben auf Kornähren ab. Eine weitere Abänderung findet man Wappen Nachschlagewerken: In Silber aus grünem Boden wachsende drei Ähren, der Helm hat eine grün-silberne Binde, darauf die Ähren.

## Bekannte Namensträger
- Johann Vermehren (1634–1710), Rat der Herzöge von Mecklenburg
- Michael Vermehren (Pastor) (1659–1718), ev.-luth. Theologe, Hauptpastor an St. Aegidien zu Lübeck
- Michael Gottlieb Vermehren (1699–1748), Ratsherr der Hansestadt Lübeck.
- Paul Vermehren  († 1729), sächsischer Oberpostkommissar und Autor
- Paul Vermehren (Ratsherr) († 1750), 1739–1748 Ratsherr der Hansestadt Lübeck
- Johann Bernhard Vermehren (1777–1803), Frühromantiker und Privatdozent der Philosophie in Jena
  - Friedrich Bernhard Vermehren (1802–1871), Jurist und Geheimer Oberappellationsgerichtsrat
    - Ferdinand Bernhard Moritz Vermehren (1829–1893), Klassischer Philologe, Gymnasiallehrer und außerordentlicher Professor in Jena
- Carl Wilhelm Vermehren (1785–1843), Kaufmann, Gründer der Deutschen Lebensversicherungs-Gesellschaft zu Lübeck (1828)
  - Julius Vermehren (1814–1858), Versicherungsagent

- Paul Adolf Vermehren (1848–1944), deutscher Architekt

- Werner Vermehren (1890–1986), deutscher Marine- und Abwehroffizier

- Julius Vermehren (1855–1928), Rechtsanwalt und Notar sowie Senator der Freien Hansestadt Lübeck

- Kurt Vermehren (1885–1962), deutscher Rechtsanwalt und Syndicus

verheiratet mit Petra Vermehren (1893–1971), deutsche Journalistin
- Michael Vermehren (1915–2010), deutscher Journalist, unter anderem ZDF-Auslandskorrespondent in Madrid
- Erich Vermehren (1919–2005), deutscher Jurist und Abwehr-Agent, später Unternehmer und Gründer der Una Voce
- Isa Vermehren (1918–2009), deutsche Kabarettistin, Schauspielerin und Ordensschwester

### Güstrower Linie
- Hermann Vermehren (1792–1858), Superintendent und Konsistorialrat
  - Carl Vermehren (1816–1892), Jurist
  - Franz Martin Vermehren, Oberlehrer (1817–1892)
    - Otto Vermehren (1861–1917), Maler, Zeichner und Kopist
      - Augusto Vermehren (1888–1978), Maler, Bildhauer, Restaurator

### Frankfurter Linie
- Arnold Vermehren, Sohn des Martin Vermehren, verheiratet mit Maria de Berles[5]
  - Johann Walter Vermehren (1633–16xx), Seidenhändler, verheiratet mit Gertraud Balde
    - Franz und Jakob Vermehren
    - Sara Vermehren verheiratet mit Isaak Behaghel (1648–1721), Stoffhändler und Bankier[6]
    - Jakobea Vermehren (1653–1726) verheiratet mit Werner Eglinger (1652–1724)[7]